# Porto Sudan
Porto Sudàn (in arabo بورتسودان, Bōr Sūdān, in inglese Port Sudan) è una città del Sudan. Nel 2007 la sua popolazione ammontava a 459 101 abitanti. È il principale porto del Sudan.

## Geografia
Porto Sudan è situata lungo le rive del mar Rosso, nel punto in cui la costa forma una profonda insenatura naturale.

## Storia
Port Sudan fu fondata nel 1905 dagli Inglesi su un'area disabitata per sostituire il porto di Suakin. L'anno seguente fu attivata la ferrovia per Atbara che collegava direttamente il centro marittimo con la valle del Nilo. Divenne un importante scalo per le esportazioni del cotone, di sesamo e di sorgo. Successivamente si ingrandì grazie alla sua prossimità alla barriera corallina ed alle sue larghe spiagge che ne fecero un'attrazione turistica. Nelle sue vicinanze sono stati trovati giacimenti petroliferi.

## Cultura

### Istruzione

#### Università
Dal 1994 è attiva in città l'Università del Mar Rosso.

## Economia
È l'unico porto commerciale del paese ricevendo gran parte dei prodotti in arrivo od in partenza ed è il capoluogo della provincia sudanese di Al-Bahr al-Ahmar. Da lì si esportano principalmente bovini, ovini, cuoio, pelli, gomma arabica e cotone. Sono presenti anche alcune saline. Nei pressi del porto si trova una raffineria ora non più operativa.

## Infrastrutture e trasporti

### Ferrovie
Porto Sudan è il capolinea della ferrovia proveniente da Atbara. La ferrovia attualmente è aperta al solo traffico merci.

### Porti
Il porto, sviluppatosi lungo l'insenatura naturale presso la quale è sorta la città, è il principale del Sudan ed è in grado di accogliere le navi di grande cabotaggio ed è dotato di un terminal container.
Sono attivi dei traghetti per il porto di Gedda, in Arabia Saudita.

### Aeroporti
Port Sudan è dotata di un aeroporto internazionale, situato a 25 km a sud della città.